# Wak'a

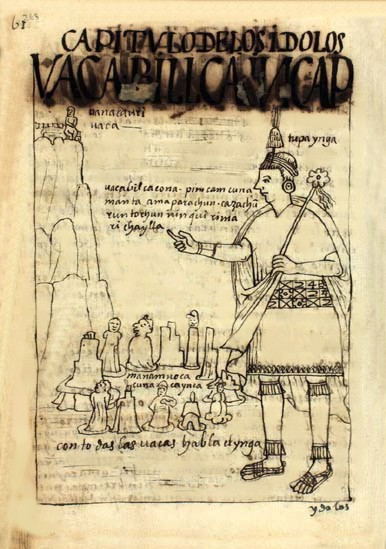
Zeichnung des Chronisten Waman Puma de Ayala (16. Jahrhundert), bei der es heißt: Con todas las (H)uacas habla el Ynga („Der Inka spricht mit allen Huacas)“

Wak'a (Quechua; in kolonialen Dokumenten meist Huaca geschrieben) ist in der Kultur der Anden die Bezeichnung für lokale Gottheiten wie auch für den Ort, wo eine solche Gottheit angebetet wird. Sie ähneln den Kamuy der Ainu oder den Kami Japans.
Die Wak'a waren für die Inka und sind teilweise bis heute wichtige Götter, haben jedoch – anders als panandine Gottheiten wie Pachamama oder Wiraqucha – nur lokal begrenzte Bedeutung, da praktisch jede Dorfgemeinde (Ayllu) ihre eigenen Wak'as hat. Obwohl unzählige Wak'as während der Conquista zerstört wurden und die Anbetung der Wak'a nach der Conquista im Zuge der Christianisierung bekämpft wurde, werden sie bei den Quechua und Aymara in Teilen des südlichen Peru und in Bolivien bis heute verehrt.

## Wak'as nach dem Huarochirí-Manuskript
Im Huarochirí-Manuskript wird der Begriff Wak'a für Berggottheiten (z. B. Paryaqaqa und Wallallu Qarwinchu) verwendet, die heute in Südperu Apu oder Wamani heißen und in der Hierarchie über den Wak'a stehen.

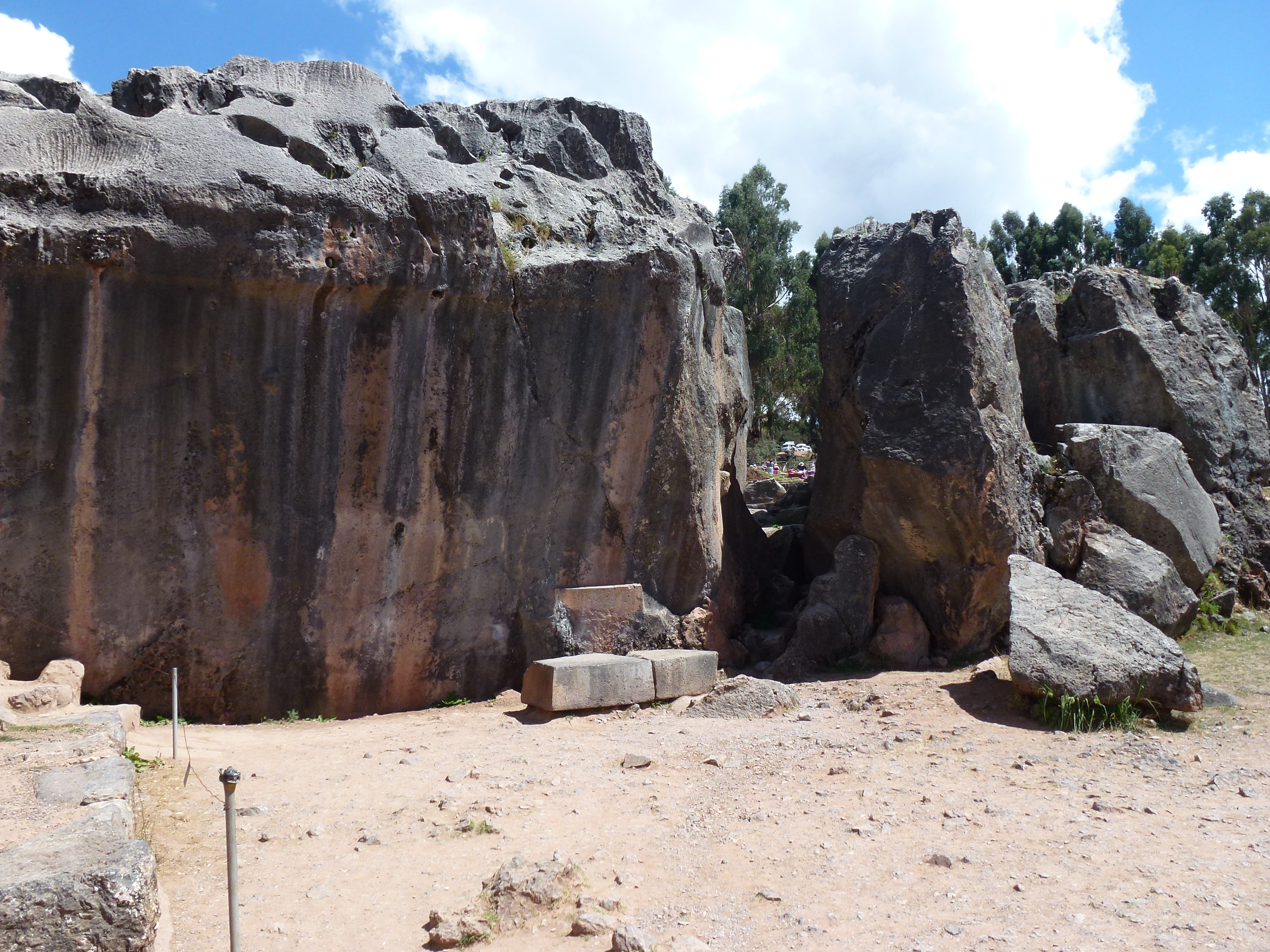
Fels-Wak'a bei Qenko

Frank Salomon untersuchte Wak'as aus sprachlicher Perspektive des Huarochirí-Manuskripts. Seine Forschung ergab, dass Wak'as, analog zu Menschen, Pflanzen und Tieren, verschiedene Seinszustände durchlaufen, beginnend von einem kinetischen und fleischigen Zustand, der sich schnell verändert, bis hin zu einem statischen, harten Zustand, der sich langsam verändert. Interessanterweise schien dieser Prozess für Wak'as ebenso wie für Menschen, Pflanzen und Tiere ähnlich zu sein. Diese Erkenntnis lege nahe, dass Fels-Wak'as nicht immer in ihrem harten und zeitlosen Zustand existierten, sondern ursprünglich weichere, formbare Materialstufen durchliefen, bevor sie schließlich in ihren dauerhaften Existenzmodus übergingen. Dies unterstreiche die Bedeutung des Prozesses der Bildhauerei, der möglicherweise die Transformation von weicheren Materialstufen in den endgültigen, dauerhaften Zustand der Fels-Wak'as widerspiegelte. Nach regionaler Folklore konnten die Inka-Maurer mithilfe von Pflanzenextrakten Steine erweichen (Steinauflösungspflanze der Inka (Folklore)).